# Partido Montonero
El Partido Montonero fue un partido político argentino, de ideología peronista, que fue la rama política del Ejército Montonero. Fue creado en 1976 dentro del Movimiento Peronista, por considerar que el Partido Justicialista ya no representaba al peronismo. Adoptó la forma de partido de cuadros, bajo el régimen del centralismo democrático. Durante toda su existencia fue presidido por Mario Firmenich.

## Historia
En el primer número de la revista Evita Montonera publicado luego del golpe de Estado del 24 de marzo de 1976, Montoneros dio a conocer que había conformado el Partido Montonero, con la intención de asumir así la conducción de todo el movimiento peronista.

El tránsito de OPM a Partido no es un mero cambio de nombre ni de estructuras organizativas, ni de cantidad de miembros. Es un cambio cualitativo indispensable para legitimarnos como conducción del Movimiento Peronista que conduzca, a partir de sus sectores más avanzados, a todos los trabajadores y el pueblo en un poderoso Movimiento de Liberación Nacional y Social y que garantice los intereses de la clase obrera en el futuro FLN.

La decisión había sido tomada ya en octubre de 1975, tomando en cuenta la huelga general y las grandes manifestaciones obreras contra el gobierno peronista de Isabel Perón, que hicieron fracasar el Rodrigazo, el primer "plan de ajuste" de la historia argentina, en línea con las nuevas visiones de la economía impulsadas por la Escuela de Chicago, liderada por Milton Friedman. Era la primera vez que el movimiento sindical argentino organizado en la CGT declaraba una huelga general contra un gobierno peronista. Montoneros interpretó estos hechos, sucedidos luego de la muerte de Perón, como un síntoma del "agotamiento del peronismo".
El Partido Montonero estaba dirigido en ese momento por una Conducción Nacional de cuatro miembros, todos varones, con el siguiente orden de prelación: Mario Firmenich, Roberto Perdía, Carlos Hobert y Raúl Yager.